# Aegopogon tenellus
Aegopogon tenellus es una especie de planta herbácea de la familia de las Poáceas, es originaria del sudoeste3 de Estados Unidos, hasta Venezuela.  

## Descripción
Son planta herbáceas anuales con tallos de 2-30 cm de altura, abundantemente ramificados. Vainas glabras o escasamente hirsutas; lígula de 0.7-1.5 mm, lacerada; láminas 1-7 cm x 1-2 mm, glabras o puberulentas. Inflorescencia de 2-6 cm. Espiguillas fértiles 2.5-3 mm excluyendo la arista central; glumas 1.3-1.8 mm, flabeladas, los lobos anchamente redondeados, la costilla media ocasionalmente barbada cerca de la base, la arista 0.1-0.6 mm; lema 2.5-3.2 mm, las aristas laterales hasta 1 mm, la arista central 3-7 mm; pálea 2.5-3 mm incluyendo a las aristas; anteras 0.5-0.8 mm, pardas.

## Taxonomía
Aegopogon tenellus fue descrita por (DC.) Trin. y publicado en De Graminibus Unifloris et Sesquifloris 164. 1824.
Etimología
Aegopogon: nombre genérico que deriva de las palabras griegas: " aix (cabra) y pogon (barba), refiriéndose a los fascículos de aristas.
tenellus: epíteto latíno que significa "tierno"
Variedad aceptada
- Aegopogon tenellus var. abortivus (E.Fourn.) Beetle

Sinonimia
- Aegopogon geminiflorus var. unisetus (Lag.) E.Fourn.
- Aegopogon tenellus var. tenellus
- Aegopogon unisetus (Lag.) Roem. & Schult.
- Chloris pedicellata Steud.
- Cynosurus tenellus Cav. ex Roem. & Schult.
- Cynosurus tenellus Cav. ex DC.
- Hymenothecium tenellum (DC.) Lag.
- Hymenothecium unisetum Lag.
- Lamarckia tenella DC.
- Muhlenbergia uniseta (Lag.) Columbus
- Schellingia tenera Steud.[4][5]